# Plectiscidea terebrator
Plectiscidea terebrator là một loài tò vò trong họ Ichneumonidae.